# Avitta fluviatilis
Avitta fluviatilis är en fjärilsart som beskrevs av Lucas 1902. Avitta fluviatilis ingår i släktet Avitta och familjen nattflyn. Inga underarter finns listade i Catalogue of Life.